# Tankmanden
Tankmanden kaldes den ukendte mand, som under demonstrationerne på den Himmelske Freds Plads i Kina i juni 1989 blev internationalt kendt, da han ene mand standsede en kolonne kampvogne i over en halv time. Hændelsen blev ved et tilfælde filmet og fotograferet, og optagelserne havnede hurtigt på alverdens avisforsider. Flere  journalister var til stede og optog manden, der med sin krop blokerede de 37 tons tunge kinesiske type 59-kampvogne. Det mest berømte billede blev taget af Jeff Widener fra Associated Press, der var på 6. sal af Beijing Hotel 6-700 m derfra, gennem en 400 mm linse.
En anden version blev taget af Stuart Franklin fra Magnum Photos. Hans billede har en videre vinkel og viser flere kampvogne i kolonnen foran manden. Franklin vandt en World Press fotografipris for fotografiet, som også var genstand for en feature i LIFE Magazines “100 fotografier der ændrede verdenen” i 2003. Andre variationer blev optaget af CNN og BBC og sendt verden over.
I april 1998 optog det amerikanske Time Magazine Tankmanden på deres liste over De 100 mest indflydelsesrige personer i det 20. århundrede.

## Baggrund
Hændelsen skete på Store Chang'an Boulevard (长安大街 : Cháng Ān Dà Jiē), som ligger en minut fra Den Himmelske Freds Port, som leder ind i Den Forbudte By i Beijing, den 5. juni 1989 – dagen efter den kinesiske regering havde påbegyndt sin voldsomme undertrykkelse af protesterne på Den Himmelske Freds Plads. Manden stod alene midten på vejen, mens kampvognene nærmede sig. Han havde en plastikpose i hver hånd. Da kolonnen af kampvogne stoppede foran ham, ser det på optagelserne ud som om, han prøvede at vifte dem væk. Da manden ikke så ud til at flytte sig, prøvede den forreste kampvogn flere gange at køre uden om ham, men manden fulgte efter og standsede kampvognen med sin krop. Så tid kravlede manden op på den forreste kampvogn og talte med kampvognskommandøren. Hvad der blev sagt, vides ikke sikkert. “Hvad laver du her? Min by er i kaos på grund af dig”. “Tilbage, vend om og stop med at dræbe mit folk”. “Forsvind”. Videooptagelser viser, at urolige iagttagere trak manden væk, og han forsvandt ind i mængden, hvorefter kampvognene kunne fortsætte. Nogen mistænker iagttagerne for i virkeligheden at have været civilklædt politi, men det har ikke kunne verificeres. En britisk avis hævdede, at han blev henrettet nogle dage efter hændelsen, men det har heller ikke kunne verificeres.

## Billedernes betydning
I vesten kom billederne af Tankmanden hurtigt til at repræsentere den kinesiske demokratibevægelse og bredere forstand som symbol på individets kamp mod en knusende militær overmagt.
I Kina blev billedet på stats-tv brugt som bevis på, at den kinesiske hær ikke havde brugt unødigt magt, hvorimod Tankmanden blev fremstillet som en uansvarlig opportunist og mulig vestlig styret provokatør. Men som de fleste andre spørgsmål om 1989-protesterne blev Tankmanden tabubelagt og omtales ikke længere i  offentlig sammenhæng.

## Biografi
Meget lidt kendes til mandens identitet. Kort efter hændelsen skrev Sunday Express, en britisk tabloidavis, at hans navn var Wang Weilin (王维林), og at han var en 19-årig student. Disse påstande er tvivlsomme. Talrige rygter om hans identitet og opholdssted er dukket op.
Der er flere og indbyrdes modstridende fortællinger om, hvad der hændte Tankmanden efter demonstrationen. Bruce Herschensohn, tidligere assistent til præsident Richard Nixon, sagde i en tale til President's Club i 1999, at han var blevet henrettet 14 dage efter. Andre taler om en henrettelsespeloton flere måneder efter hændelsen. Jan Wong skriver i Red China Blues: My Long March from Mao to Now, at Tankmanden gemmer sig et sted i Kina. Steven Coonts giver dramatisk og fantasifuld fremstilling i bogen Hong Kong, hvor Tankmanden er sen af hovedpersonerne, der leder en antikommunistisk bevægelse.
En øjenvidneskildring gengivet af Newsweeks kontraktfotograf Charlie Cole i oktober 2005 hævder, at Tankmanden blev arresteret umiddelbart efter.
Der findes få officielle bemærkninger om hændelsen og manden fra den kinesiske regering. I et interview fra 1990 med den amerikanske journalist Barbara Walters sagde daværende generalsekretær for det kinesiske kommunistparti Jiang Zemin "Jeg tror aldrig dræbt [sic]" ("I think never killed")

### Online
- Man vs. Chinese tank Tiananmen square, YouTube. Sidst tilgået 5. juni 2021
- CNN video af Tankmanden. Sidst tilgået 15. januar 2006
- CNN video på Google Video Arkiveret 3. december 2008 hos  Wayback Machine. Sidst tilgået 15. januar 2006
- CNN Video. Sidst tilgået 15. januar 2006 (engelsk)

- 2006 PBS Dokumentar "Tankmanden". Sidst tilgået 15. januar 2006 (engelsk)
- Den ukendte rebel Arkiveret 8. februar 2002 hos  Wayback Machine – Time Magazines profile. Sidst tilgået 15. januar 2006 (engelsk)

### Bøger
- Tiananmen dokumenterne. Den kinesiske ledelses beslutning til at bruge magt mod deres eget folk—Med deres egne ord (The Tiananmen Papers, The Chinese Leadership's Decision to Use Force Against their Own People—In their Own Words) Samlet af Zhang Liang, redigeret af Andrew J. Nathan og Perry Link, med efterord af Orville Schell, PublicAffairs, New York, 2001, hardback, 514 sider, ISBN 1-58648-012-X. En dybdegående synopsis kan findes på Synopsis i journalen Foreign Affairs. (engelsk)
- Den 4. juni: Den sande historie, Tian'anmen Dokumenter/Zhongguo Liusi Zhenxiang Volume 1–2 (Kinesisk udgave) (June Fourth: The True Story, Tian'anmen Papers), Zhang Liang, ISBN 962-8744-36-4 (engelsk)
- Rød Kina blues: Min lange march fra Mao til i dag (Red China Blues: My Long March from Mao to Now), Jan Wong, Doubleday, 1997, trade paperback, 416 sider, ISBN 0-385-48232-9 (Indeholder et stort autobiografisk materiale og øjenvidne beskrivelser af Tiananmen demonstrationerne og et estimat af antal tilskadekomne) (engelsk)
- 「以身檔坦克王維林傳在台」,  Apple Daily, Juni 2, 2006, Side A1 Arkiveret 21. februar 2009 hos  Wayback Machine (kinesisk)
- 港教授披露六四英雄王維林仍在世, dajiyuan.com. (kinesisk)